# گکوی هیدن
گکوی هیدن (نام علمی: Hemidactylus robustus) نام یک گونه از سرده مارمولک خانگی است.